# HD 69830 b
HD 69830 b és un exoplaneta amb una massa similar a la de Neptú o a la d'una superterra que orbita l'estrella HD 69830. És almenys 10 vegades més massiu que la Terra. També orbita molt a prop de la seva estrella mare i triga 82/3 dies a completar una òrbita.
Basat en el modelatge teòric del document de descobriment de 2006, és probable que aquest sigui un planeta rocós, no d'un gegant gasós. Tanmateix, altres treballs han trobat que si s'hagués format com un gegant gasós, hauria quedat així, i ara s'entén que els planetes tan massius rarament són rocosos.
Si HD 69830 b és un planeta terrestre, els models prediuen que l'escalfament de marea produiria un flux de calor a la superfície d'uns 55 W/m2. Això és 20 vegades més que Io.